# نوک‌شمشیری حبشی
نوک‌شمشیری حبشی (نام علمی: Rhinopomastus minor) نام یک گونه از سرده نوک‌شمشیری است.